# Qualified Person
Als Qualified Person (QP), übersetzt sachkundige Person oder qualifizierte Person, werden im Bereich der Arzneimittel oder der Medizinprodukte verantwortlich benannte Personen bezeichnet, die durch ihre Ausbildung, spezifische Berufserfahrung, Zuverlässigkeit und Anerkennung bei den zuständigen Überwachungsbehörden dazu befähigt und befugt sind, im jeweiligen Gesetz vorgeschriebene Funktionen wahrzunehmen.

## Funktionen
Die Tätigkeit einer QP beinhalten die Verantwortung für die regulatorische Konformität der Herstellung, der Deklaration, der Funktionsfähigkeit und der Risikominimierung der Produkte zur Verwendungsfreigabe. Im Wesentlichen umfassen die Aufgaben die Entwicklung (Design) der Produkte und Produktionsprozesse, deren Zertifizierung bzw. Zulassung, die entsprechend sorgfältige Herstellung, die lückenlose Qualitätskontrolle sowie ein Meldewesen zu aufgetretenen Nebenwirkungen.
- QP in der Arzneimittelherstellung (EU-Recht);[1] entspricht in Deutschland der Sachkundigen Person nach Arzneimittelgesetz.[2][3]
- EU-QPPV bzw. QPPV (Qualified person responsible for pharmacovigilance) in der Arzneimittelsicherheit (EU-Recht);[4] in Deutschland dem Stufenplanbeauftragten gemäß Arzneimittelgesetz, wobei diese Rollen nicht identisch sind.[5][6]
- PRRC (Person responsible for regulatory compliance) wird die Qualified Person für Medizinprodukte sowie für in-vitro-Diagnostika genannt.[7][8]

## Sachkunde
Anforderungen an die Sachkunde sind in den jeweils zugrunde liegenden Rechtsgrundlagen definiert. Das AMG setzt die Anforderungen der Richtlinien 2001/83/EG und 2001/82/EG (Gemeinschaftskodex für Tierarzneimittel) für den Rechtsraum der Bundesrepublik Deutschland  um. Die Anforderungen der EU-Verordnungen für den Arzneimittelbereich und für den Bereich der Medizinprodukte und der in-vitro Diagnostika gelten für den gesamten Raum der Europäischen Union.